# Coloana arcuata
Coloana arcuata är en insektsart som beskrevs av Irena Dworakowska 1981. Coloana arcuata ingår i släktet Coloana och familjen dvärgstritar. Inga underarter finns listade i Catalogue of Life.